# 해적 선장과 소녀
해적 선장과 소녀(A High Wind In Jamaica)는 영국에서 제작된 알렉산더 맥켄드릭 감독의 1965년 모험, 드라마 영화이다. 앤서니 퀸 등이 주연으로 출연하였고 존 크로이던 등이 제작에 참여하였다.

## 출연

### 주연
- 앤서니 퀸
- 제임스 코번

### 조연
- 데니스 프라이스
- 릴라 케드로바
- 나이젤 대번포트
- 이사벨 딘
- 케네스 J. 워렌
- 벤 카루더스
- 게르트 프뢰베
- 브라이언 펠런
- 찰스 하얏
- 댄 잭슨
- 비비엔 벤투라
- 로버타 토비
- 필립 매덕
- 고든 리처드슨

## 제작진
- 원작자: 리처드 휴즈
- 협력프로듀서: 톰 페브스너